# Gloverville
Gloverville é uma Região censo-designada localizada no estado norte-americano de Carolina do Sul, no Condado de Aiken.

## Demografia
Segundo o censo norte-americano de 2000, a sua população era de 2805 habitantes, 1145 moradias e 771 famílias morando na RCD. A densidade populacional era de 309,4 pessoas por quilômetro quadrado, e a densidade de casas era de 146,1/km². A disposição racial da localidade era: 86.27% brancos, 10.91% afro-americanos, 0.32% americanos nativos, 0.11% asiáticos, 0.36% de outras raças, and 2.03% de duas ou mais raças. Espanhóis ou latinos de qualquer raça eram 1.21% da população.
Havia 1142 casas, as quais 31.9% tinham como moradores crianças com menos de 18 anos, 46.8% eram casais casados morando juntos,  16.4% havia uma mulher como dona de casa e ausência de um homem, e 32.4% não eram famílias. 28.2% de todas as moradias eram de pessoas morando sozinhas and 10.6% possuíam alguém morando sozinho com 65 anos de idade ou mais. A média de pessoas por moradia era 2,45 e a de pessoas por família 2,99.
Na Região censo-designada, 26.9% possuíam menos de 18 anos de idade, 10.2% de 18 a 24, 28.4% De 25 a 44, 23.4% de 45 a 64, e 11.1% 65 ou mais. A idade média era 34 anos. Para cada 100 pessoas do sexo feminino havia 94,4 do masculino. Para cada 100 mulheres com 18 anos ou mais, havia 90,4 homens.
A renda média para cada moradia era de $24,679, e para uma família, $31,719. Pessoas do sexo masculino havia uma renda média de $29,088, contra $18,143 para o sexo feminino. A renda per capita da região censo-designada era $13,314. Aproximadamente 18%  das famílias e 22,5% da população estava abaixo da linha da pobreza, incluindo 29,6% desses menores de 18 anos e 19,5% maiores de 65 anos.

## Geografia
De acordo com o United States Census Bureau tem uma área de 
9,1 km², dos quais 9,1 km² cobertos por terra e 0,0 km² cobertos por água.

## Localidades na vizinhança
O diagrama seguinte representa as localidades num raio de 16 km ao redor de Gloverville. 